# Уфуцзин
Уфуцзин (кит. 五符經, букв. «Канон Пяти Талисманов») — основной трактат даосской школы Линбао, который представил первый патриарх школы Гэ Чаофу (кит. 葛巢甫), трактат был передан семье Гэ через небесных бессмертных («истинных людей», Чжэнжэнь). Трактат называется Линбао Уфуцзин (кит. 靈寶五符經) и приводится в даосском каноне в составе сочинения
«Тай-шан лин бао у-фу сюй» (кит. 太上洞玄靈寶五符序 — «Предисловие к Пяти Талисманам Высшей Сокровенной Драгоценности»).

## Создание
После 390 года Гэ Чаофу стал изучать книги, принадлежащие его семье, сочинения школы Шанцин и буддийские тексты, переработав которые он создал сочинение Уфуцзин, использовав пять талисманов из книги Гэ Хуна Баопу-цзы. Между 397 и 401 годами Гэ Чаофу передал это Уфуцзин двум ученикам — Сю Линци (徐靈期) и Жэнь Янцину (任延慶), это послужило основанием школы Линбао. Почти сразу же после 400 года тексты приобрели огромную популярность.
Текст входит в списки как 20 том из сочинений школы Линбао и как 183 том даосского канона.

## Содержание
Текст первой части посвящён космогонии и медитационным ритуалам, повторяющим разворачивание мироздания от первозданного хаоса через эпохи легендарных императоров. Практики и ритуалы основаны на пятичленных нумерологических системах.
Вторая часть посвящена в большей степени проблемам долголетия и бессмертия, включая практические советы по «уничтожение трех червей», «воздержание от питания пяти злаками» и т. д. Даются предписания по даосской алхимии, процессы прослеживаются по циклам календаря.
Третья часть включает даосские амулеты с краткими описаниями, ритуальные тексты, а также рассказы о деяниях святых бессмертных древности. В концовке сочинения объясняется ритуал «питания пяти ростками» (фу у я).